# Donald F. Glut
Donald F. Glut, dit Don Glut, né le 19 février 1944 à Pecos au Texas, est un scénariste de télévision, écrivain et paléontologue amateur américain. Il est surtout connu pour la novélisation de L'Empire contre-attaque, qui fut six semaines durant en tête des ventes américaines en 1980.

## Œuvres

### UniversStar Wars

#### Novélisation de film
- Star Wars, épisode V : L'Empire contre-attaque, G. P., 1980 ((en) Star Wars Episode V: The Empire Strikes Back, 1980)  (ISBN 2-258-00717-8)Réédition, Fleuve noir, coll. « Star Wars » no 2, 1999 (ISBN 2-265-06729-6) ; réédition dans le recueil Intégrale épisodes IV - V - VI, Pocket, coll. « Star Wars » no 150, 2015 (ISBN 978-2-266-26221-7)

## Récompenses
- 1980 : prix Inkpot